# 勒卡特利耶
勒卡特利耶（法語：Le Catelier，法語發音：[lə katəlje]）是法国滨海塞纳省的一个市镇，属于迪耶普区。

## 地理
勒卡特利耶（49°45'16"N, 1°8'54"E）面积3.84 平方千米，位于法国诺曼底大区滨海塞纳省，该省份为法国北部沿海省份，其西部及北部濒大西洋英吉利海峡，东起顺时针与索姆省、瓦兹省、厄尔省和卡爾瓦多斯省接壤。
与勒卡特利耶接壤的市镇（或旧市镇、城区）包括：米什当、圣埃利耶。
勒卡特利耶的时区为UTC+01:00、UTC+02:00（夏令时）。

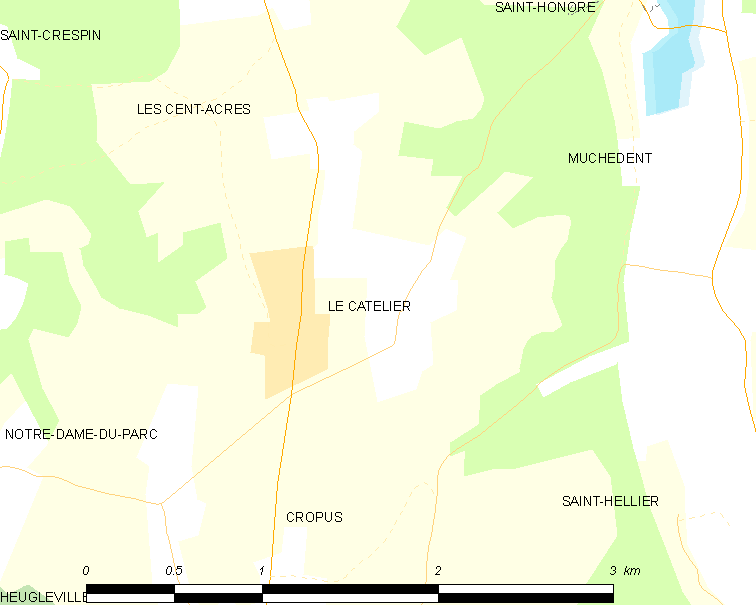
勒卡特利耶的OSM定位图

## 行政
勒卡特利耶的邮政编码为76590，INSEE市镇编码为76162。

## 政治
勒卡特利耶所属的省级选区为吕讷赖县。

## 人口

1962-2008年间勒卡特利耶人口变化图示

勒卡特利耶于2022年1月1日时的人口数量为268人。